# 4869 Piotrovsky
4869 Piotrovsky è un asteroide della fascia principale. Scoperto nel 1989, presenta un'orbita caratterizzata da un semiasse maggiore pari a 2,2348852 UA e da un'eccentricità di 0,1736813, inclinata di 3,54691° rispetto all'eclittica.